# Niederhonnefeld
Niederhonnefeld ist ein Ortsteil der Ortsgemeinde Straßenhaus im Landkreis Neuwied in Rheinland-Pfalz. Der Ort gehört der Verbandsgemeinde Rengsdorf-Waldbreitbach an.

## Lage
Niederhonnefeld liegt im Naturpark Rhein-Westerwald, zwölf Kilometer Luftlinie nördlich der Stadt Neuwied. In der Ortslage fließt der Häßbach in den Höllsbach und dieser wiederum in den Fockenbach. Die Gemarkung von Niederhonnefeld grenzt im Norden an Hümmerich, im Osten an Ellingen, im Südosten an Jahrsfeld, im Süden an Bonefeld, im Südwesten an Kurtscheid und im Nordwesten an Breitscheid.
Durch Niederhonnefeld führt die Kreisstraße 103. Die Bundesstraße 256 liegt einen Kilometer südöstlich des Dorfes, die Bundesautobahn 3, Anschlussstelle Neuwied, ist knapp drei Kilometer von Niederhonnefeld entfernt.

## Geschichte
Niederhonnefeld gehörte historisch zur Grafschaft Wied und lag lange Zeit in verschiedenen Grenzregionen, unter anderem zur Grafschaft Sayn und zuletzt bis 1806 nahe der Grenze zum Kurfürstentum Trier. Danach gehörte der Ort zum Regierungsbezirk Ehrenbreitstein im Herzogtum Nassau, durch die auf dem Wiener Kongress getroffenen Vereinbarungen wurde die Region um Niederhonnefeld im Jahr 1815 an das Königreich Preußen abgetreten. Niederhonnefeld gehörte dort zur Bürgermeisterei Anhausen im Kreis Neuwied im Regierungsbezirk Koblenz. Dieser war ab 1822 Teil der Rheinprovinz.
Im Jahr 1845 wurden Niederhonnefeld und die Nachbargemeinde Ellingen mit der Einführung der „Preußischen Landgemeindeordnung für die Rheinprovinz“ zu der Gemeinde Niederhonnefeld-Ellingen vereinigt. Bis kurz nach Ende des Ersten Weltkrieges gab es in Niederhonnefeld eine Schule für Kinder aus den Dörfern Niederhonnefeld, Ellingen und Jahrsfeld. Nach dem Zweiten Weltkrieg gehörte Niederhonnefeld dem rheinland-pfälzischen Amt Rengsdorf an. Die Gemeinde Niederhonnefeld-Ellingen wurde nach einem Amtsbeschluss vom 7. Juli 1966 mit Wirkung zum 1. August 1966 aufgelöst, Niederhonnefeld und Ellingen wurden eigenständige Ortsteile der neu gegründeten Ortsgemeinde Straßenhaus. 1968 entstand aus dem Amt Rengsdorf die Verbandsgemeinde Rengsdorf, seit deren Auflösung am 1. Januar 2018 gehört Niederhonnefeld der Verbandsgemeinde Rengsdorf-Waldbreitbach an.

## Kultur und Sehenswürdigkeiten
In Niederhonnefeld gibt es mehrere unter Denkmalschutz stehende Fachwerkhäuser, auf dem Ortsgebiet liegen außerdem die Naturdenkmäler Felsformation Stangenstein und Felsformation Hangeley. Seit 1927 besteht im Ort ein Naturschwimmbad, das nach der Gründung eines Zweckverbandes für den Kurbetrieb in der Gemeinde entstand. 1930 wurde das Bad fertig gestellt.